# 三科九旨
三科九旨，是公羊学的一個概念，對今文《春秋》學者而言，它是解說《春秋》經義最重要的方式。

## 科旨起源
以「科」、「旨」的方式探討《春秋》，始於西漢今文經學家董仲舒。他在《春秋繁露》中將春秋「大義」歸納成「六科」、「十旨」。六科並非將大義分成六大類，而是描述《春秋》大義所要彰顯的目的與作用，而十旨則是治學《春秋》以獲得義旨的方法。董氏之「六科」、「十旨」，與後世公羊學家所論之「三科九旨」，在內容上並不相同。

## 三科九旨
三科九旨，见于緯書《春秋说》。唐代的徐彦在《春秋公羊传注疏 隐公元年》中提到了两种解释。
一種是東漢經學家何休在《文謚例》所稱：
- 一科三旨：新周﹑故宋、以《春秋》当新王
- 二科六旨：所见异辞、所闻异辞、所传闻异辞
- 三科九旨：内其国而外诸夏、内诸夏而外夷狄、夷狄進位至爵，天下遠近大小若一

另一種是宋氏注《春秋》所稱：
- 三科：张三世、存三统、异外内
- 九旨：时、月、日、王、天王、天子、讥、贬、绝

徐彦认为两种解释都反应了公羊传的大义，因此“贤者择之”。